# Скрипій Микола
Скрипій Микола, на прізвисько Люсько Тигрис (? — 1939 чи пізніше) — український галицький спортсмен, гравець-воротар у хокей. Відомий тим, що осучаснював гаківниче спорядження: першим сконструював захисну маску, використавши для цього військовий австрійський шолом (досі європейські голкіпери вдягали полотняні маски (з дірочками для дихання), що захищали нижню частину «фейсу»), до якого спереду причепив маску із дроту у 1933 році; змоделював ключку для воротаря у вигляді гаку. Винаходи зацікавили канадського тренера Нея, мабуть, в Лемківській Криниці 1931 року, де збірна Польщі з хокею виступала проти збірної Канади — тодішніх чемпіонів світу. 
Виступав за команду «Спортового товариства „Україна“» (Львів). Один із найкращих довоєнних хокеїстів. Єдиний воротар Європи, який виходив із воріт і керував обороною.